# 노아 다르위시
노아 다르위시 (Noah Darvich, 2006년 9월 25일 ~ )는 독일의 축구 선수이며, 바르셀로나 B에서 공격형 미드필더로 뛰고 있다. 그는 독일에서 이라크인 아버지와 프랑스인 어머니 사이에서 태어났다.